# العلاقات البنمية الميكرونيسية
العلاقات البنمية الميكرونيسية هي العلاقات الثنائية التي تجمع بين بنما وولايات ميكرونيسيا المتحدة.

## مقارنة بين البلدين
هذه مقارنة عامة ومرجعية للدولتين:
| وجه المقارنة                                              | بنما                      | ولايات ميكرونيسيا المتحدة |
| --------------------------------------------------------- | ------------------------- | ------------------------- |
| المساحة (كم2)                                             | 74.18 ألف                 | 702                       |
| عدد السكان (نسمة)                                         | 4.10 مليون                | 105.54 ألف                |
| الكثافة السكانية (ن./كم²)                                 | 55.27                     | 15.03 ألف                 |
| العاصمة                                                   | بنما                      | باليكير                   |
| اللغة الرسمية                                             | اللغة الإسبانية           | لغة إنجليزية              |
| العملة                                                    | بالبوا بنمي، دولار أمريكي | دولار أمريكي              |
| الناتج المحلي الإجمالي (بليون دولار)                      | 61.84 مليار               | 336.43 مليون              |
| الناتج المحلي الإجمالي (تعادل القوة الشرائية) بليون دولار | 87.37 مليار               | 365.27 مليون              |
| الناتج المحلي الإجمالي الاسمي للفرد دولار أمريكي          | 13.27 ألف                 | 3.02 ألف                  |
| الناتج المحلي الإجمالي للفرد دولار أمريكي                 | 20.89 ألف                 |                           |
| مؤشر التنمية البشرية                                      | 0.780                     | 0.640                     |
| رمز المكالمات الدولي                                      | +507                      | +691                      |
| رمز الإنترنت                                              | .pa                       | .fm                       |
| المنطقة الزمنية                                           | 00                        |                           |

## منظمات دولية مشتركة
يشترك البلدان في عضوية مجموعة من المنظمات الدولية، منها:
| علم المنظمة | اسم المنظمة                               | تاريخ انضمام بنما | تاريخ انضمام ولايات ميكرونيسيا المتحدة |
| ----------- | ----------------------------------------- | ----------------- | -------------------------------------- |
|             | يونسكو                                    | 10 يناير 1950     | 19 أكتوبر 1999                         |
|             | مؤسسة التمويل الدولية                     | 20 يوليو 1956     | 24 يونيو 1993                          |
|             | المركز الدولي لتسوية المنازعات الاستشارية | 8 مايو 1996       | 24 يوليو 1993                          |
|             | منظمة حظر الأسلحة الكيميائية              | ?                 | ?                                      |
|             | مؤسسة التنمية الدولية                     | 1 سبتمبر 1961     | 24 يونيو 1993                          |
|             | وكالة ضمان الاستثمار متعدد الأطراف        | 21 فبراير 1997    | 11 أغسطس 1993                          |
|             | الاتحاد الدولي للاتصالات                  | 14 يوليو 1914     | 18 مارس 1993                           |
|             | الأمم المتحدة                             | 13 نوفمبر 1945    | 17 سبتمبر 1991                         |
|             | البنك الدولي للإنشاء والتعمير             | 14 مارس 1946      | 24 يونيو 1993                          |

## وصلات خارجية
- موقع وزارة الخارجية البنمية